# Přebuz
Přebuz település Csehországban, a Sokolovi járásban. Přebuz Eibenstock, Nové Hamry, Vysoká Pec, Stříbrná, Šindelová és Muldenhammer településekkel határos. Lakosainak száma 76 fő (2024. január 1.).

## Népesség
A település lakosságának változását az alábbi diagram mutatja:
| Lakosok száma | 2894 | 2982 | 2837 | 163  | 100  | 73   | 69   | 73   | 77   | 76   |
|               | 1869 | 1890 | 1921 | 1950 | 1980 | 2001 | 2017 | 2019 | 2022 | 2024 |